# Peillonnex
Peillonnex (prononcé Peillonné) est une commune française située dans le département de la Haute-Savoie, en région Auvergne-Rhône-Alpes.

## Géographie
Le village est situé sur le flanc nord-ouest de la montagne appelée Le Môle.

## Urbanisme

### Typologie
Au 1er janvier 2024, Peillonnex est catégorisée ceinture urbaine, selon la nouvelle grille communale de densité à sept niveaux définie par l'Insee en 2022.
Elle appartient à l'unité urbaine de Genève (SUI)-Annemasse (partie française), une agglomération internationale regroupant 34  communes, dont elle est une commune de la banlieue,,. Par ailleurs la commune fait partie de l'aire d'attraction de Genève - Annemasse (partie française), dont elle est une commune de la couronne,. Cette aire, qui regroupe 158 communes, est catégorisée dans les aires de 700 000 habitants ou plus (hors Paris),.

### Occupation des sols
L'occupation des sols de la commune, telle qu'elle ressort de la base de données européenne d’occupation biophysique des sols Corine Land Cover (CLC), est marquée par l'importance des territoires agricoles (73,6 % en 2018), en diminution par rapport à 1990 (82 %). La répartition détaillée en 2018 est la suivante : 
prairies (58 %), zones agricoles hétérogènes (15,6 %), zones urbanisées (13,3 %), forêts (12,8 %), zones humides intérieures (0,3 %).
L'IGN met par ailleurs à disposition un outil en ligne permettant de comparer l’évolution dans le temps de l’occupation des sols de la commune (ou de territoires à des échelles différentes). Plusieurs époques sont accessibles sous forme de cartes ou photos aériennes : la carte de Cassini (XVIIIe siècle), la carte d'état-major (1820-1866) et la période actuelle (1950 à aujourd'hui).

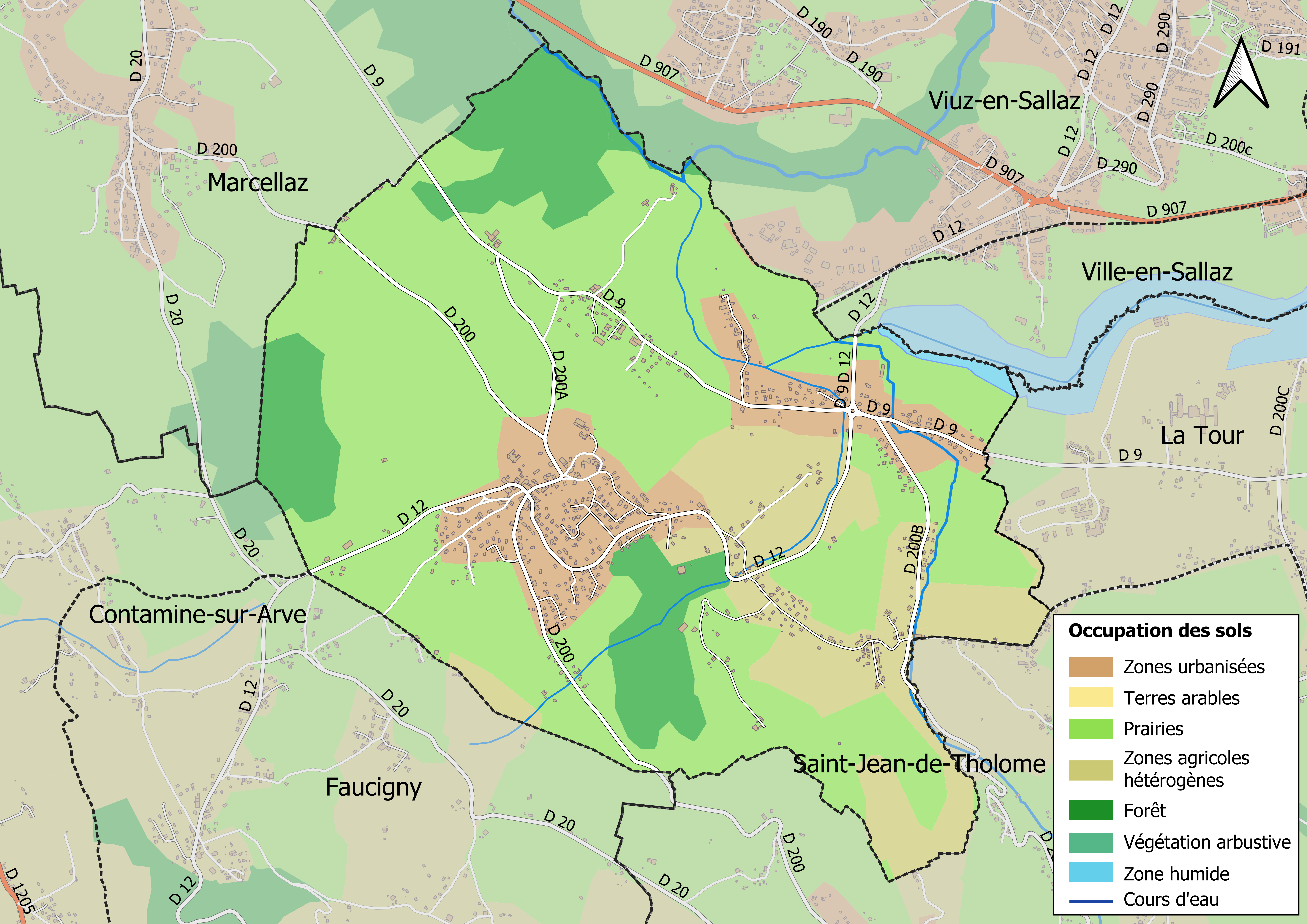
Carte des infrastructures et de l'occupation des sols en 2018 (CLC) de la commune.
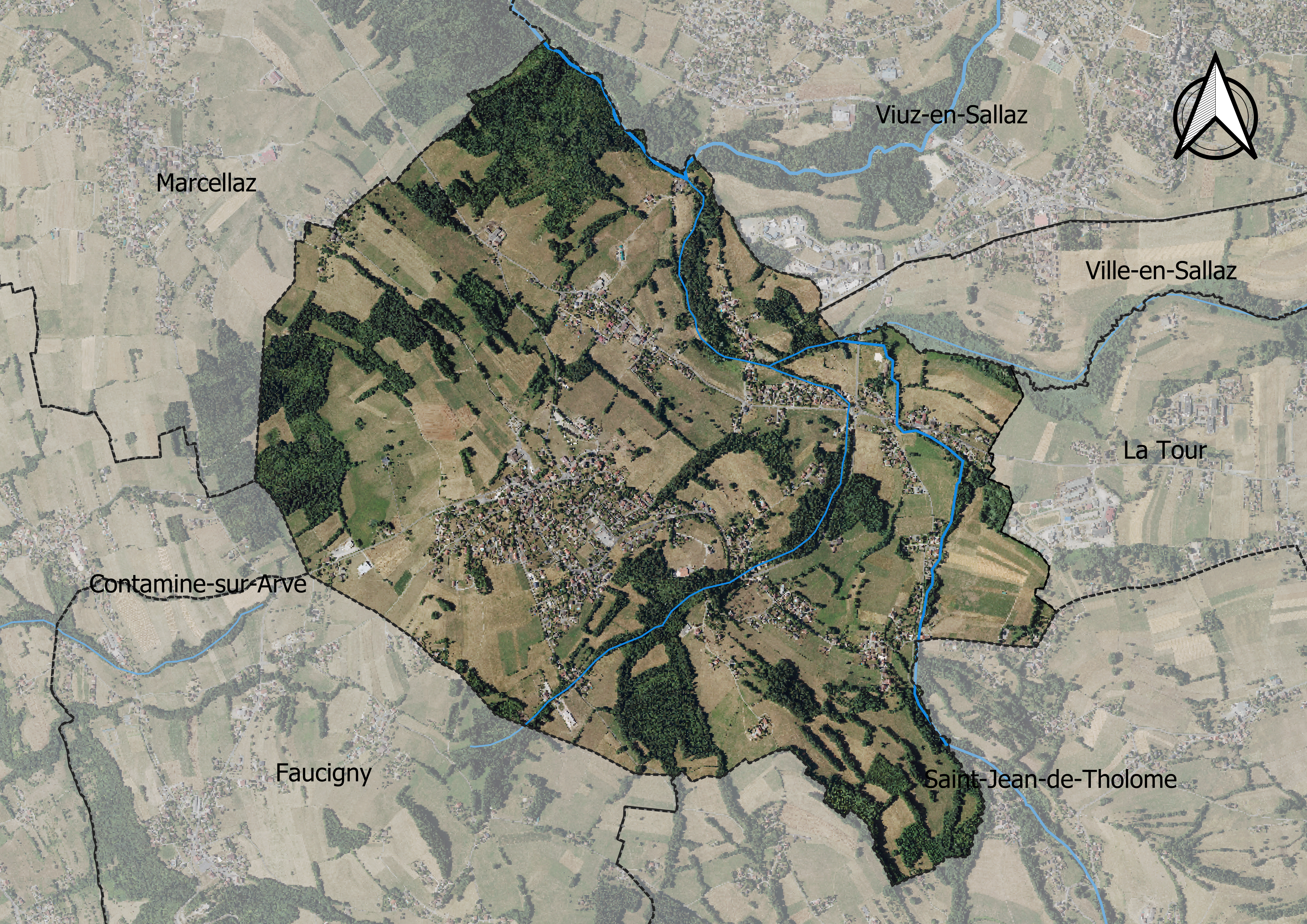
Carte orthophotogrammétrique de la commune.

## Toponymie
La première mention de Peillonnex apparaît dans une charte de donation de 1012, sous la forme Peloniacus, on trouve ensuite les formes Pellionai en 1156 ; Pellionas en 1262 ; Pellonay en 1262 ou encore Cura de Pellionay vers 1344. Il s'agit probablement du nom de domaine d'origine gallo-romaine Peloniacus, dérivé avec le suffixe -acus du nom d'homme comme Palonius.
En francoprovençal, le nom de la commune s'écrit Pèyené (graphie de Conflans) ou Pèlyenèx (ORB).

## Histoire
La première mention de Peillonnex remonte à l'année 1012, peut être 1019, avec la charte dite du comte Robert concernant une donation au prieuré,. Le comte de Genève Amédée Ier donne, en 1156, le prieuré à l'abbaye d'Abondance.
Lors de l'occupation du nord du duché de Savoie, le prieuré est incendié par les réformés Bernois en 1589. Le projet de sa destruction est envisagé en 1781 sans qu'il n'y ait de suite. Lorsque le duché est à nouveau occupé au cours de la période révolutionnaire française le prieuré est supprimé et ses biens sont mis aux enchères entre 1794 et 1795.

## Politique et administration
| Période                                  | Période         | Identité                | Étiquette      | Qualité |
| ---------------------------------------- | --------------- | ----------------------- | -------------- | ------- |
| 1860                                     | 1865            | Joseph Chambet          |                |         |
| 1865                                     | 23 octobre 1870 | Hippolyte Amoudruz      |                |         |
| 1870                                     | 1874            | Émile Chambet           |                |         |
| 1874                                     | 1876            | Jean Longuet            |                |         |
| 1876                                     | 1877            | Émile Chambet           |                |         |
| 1877                                     | 1878            | Jean Longuet            |                |         |
| 1878                                     | 1891            | François Gavard         |                |         |
| 1891                                     | 1900            | Joseph Nicolas Déturche |                |         |
| 1900                                     | ....            | Édouard Pellet          |                |         |
| ....                                     | ...             | ...                     |                |         |
| mars 2008                                | Mars 2014       | Jean-Jacques Duval      | ...            | ...     |
| 2014                                     | 2020            | Daniel TOLETTI          |                |         |
| Mars 2020                                | En cours        | Christian RAIMBAULT     | Sans étiquette |         |
| Les données manquantes sont à compléter. |                 |                         |                |         |

## Population et société

### Démographie
L'évolution du nombre d'habitants est connue à travers les recensements de la population effectués dans la commune depuis 1793. Pour les communes de moins de 10 000 habitants, une enquête de recensement portant sur toute la population est réalisée tous les cinq ans, les populations de référence des années intermédiaires étant quant à elles estimées par interpolation ou extrapolation. Pour la commune, le premier recensement exhaustif entrant dans le cadre du nouveau dispositif a été réalisé en 2004.

En 2022, la commune comptait 1 363 habitants, en évolution de −3,33 % par rapport à 2016 (Haute-Savoie : +6,01 %, France hors Mayotte : +2,11 %).
| 1793 | 1800 | 1806 | 1822 | 1838 | 1848 | 1858 | 1861 | 1866 |
| ---- | ---- | ---- | ---- | ---- | ---- | ---- | ---- | ---- |
| 275  | 381  | 389  | 491  | 563  | 606  | 565  | 595  | 581  |

| 1872 | 1876 | 1881 | 1886 | 1891 | 1896 | 1901 | 1906 | 1911 |
| ---- | ---- | ---- | ---- | ---- | ---- | ---- | ---- | ---- |
| 606  | 602  | 596  | 562  | 554  | 527  | 551  | 531  | 540  |

| 1921 | 1926 | 1931 | 1936 | 1946 | 1954 | 1962 | 1968 | 1975 |
| ---- | ---- | ---- | ---- | ---- | ---- | ---- | ---- | ---- |
| 489  | 462  | 442  | 421  | 407  | 354  | 311  | 412  | 508  |

| 1982 | 1990 | 1999  | 2004  | 2006  | 2009  | 2014  | 2019  | 2022  |
| ---- | ---- | ----- | ----- | ----- | ----- | ----- | ----- | ----- |
| 657  | 924  | 1 059 | 1 176 | 1 228 | 1 378 | 1 372 | 1 381 | 1 363 |

### Manifestations culturelles et festivités
- Fête du Cheval, lundi de Pentecôte.
- L'Odyssée de Peillonnex, seconde édition, les 4, 5 et 6 juillet 2008. Trois spectacles nocturnes (La Cocha - Saint Bernard affronte le Diable - Le Loup de Covagny) et une pièce de théâtre (Le Mystère de Peillonnex).

## Culturel locale et patrimoine

### Personnalités liées à la commune
- Famille Bastian, notables (syndics, maires) dont :

Claude-François Bastian (1640-1724), né à Peillonnex. Après avoir fait sa profession entre les mains du supérieur augustin de Notre-Dame de Sixt, il devint prieur claustral du prieuré augustin de Peillonnex de 1672 à son décès en 1724. Sous son impulsion, le prieuré qui avait connu un déclin certain, fit preuve, dès lors, d'un vigoureux renouveau.

### Lieux et monuments
- Le prieuré de Peillonnex, dont il reste des vestiges.
- L'église Notre-Dame-de-l'Assomption est datée du XIIe siècle, elle est inscrite au registre des monuments historiques. Son architecture mêle l'art roman et l'art baroque savoyard. Un somptueux son et lumière met en valeur l’un des plus beaux fonds de chœur baroques de Haute-Savoie. Visite guidée. Un petit parcours pédestre « errance autour du prieuré » porte un regard sur le paysage environnant et l'architecture de l'église.

### Héraldique
| Armes de Peillonnex | Les armes de Peillonnex se blasonnent ainsi : Parti ; au premier coupé au I d'or équipolé de quatre points d'azur, au II palé d'or et de gueules, au second d'argent à une crosse contournée de sable. |